# Alice Cooper
Vincent Damon Furnier, poznatiji pod umjetničkim imenom Alice Cooper (Detroit, Michigan, 4. veljače 1948.) je američki rock glazbenik.

## Životopis
Glazbenu karijeru započeo je sredinom šezdesetih na vrlo neobičan način - osnovao je grupu Earwigs koja je ismijavala Beatlese i njihove frenetične fanove. Nedugo kasnije, Earwigs su prerasli okvire parodije i postali pravi sastav, sa svojim pjesmama. Nekoliko puta mijenjali su ime, da bi 1968. postali Alice Cooper, nazvani prema "vještici" koja je živa spaljena u vrijeme inkvizicije. Vincent Furnier tada je odlučio promijeniti ime i osobno postati Alice Cooper. Iako o razlozima za odabir tog imena postoji nekoliko priča, sam Cooper najčešće je odabir obrazlagao ovako - "Alice Cooper je tako sveameričko ime. Svidjelo mi se što su, u početku, ljudi vjerovali da je Alice Cooper plavokosa folk-pjevačica."
Cooperove glazbene i scenografske koncepcije užasnule su javnost na način koji je u današnje vrijeme teško razumjeti. U doba kada su hippie ideje o slobodnoj ljubavi i širenju percepcije izazivale užas u američkoj javnosti, a diskografske kuće uglavnom nisu željele objaviti ništa što bi pretjerano vrijeđalo američki ukus, Alice Cooper prskao je publiku krvlju, otkidao glave lutkama, organizirao glumljena klanja na pozornici... U početku, i šira publika i kritika dočekali su grupu jednako - s gađenjem i odbijanjem. Nakon samo nekoliko izvedenih pjesama, jedan od prvih koncerata Alica Coopera bio je prekinut jer su svi prisutni, osim grupe jasno, otišli. Gotovo svi prisutni. Ostao je Frank Zappa, kojeg je ono što je vidio impresioniralo - Zappa je zaključio da svatko tko je sposoban izazvati toliko snažnu reakciju publike - pa čak i negativnu - zaslužuje pozornost. I ponudio je sastavu ugovor.
Alice, Michael Bruce (gitara), Glen Buxton (gitara), Dennis Dunaway (bas-gitara) i Neal Smith (bubnjevi) snimili su prvi album 1968. - "Pretties For You" nije postigao veći uspjeh, kao niti njegov sljedbenik, "Easy Action" - razlog tome je vjerojatno pomalo ekscentrična priroda tih albuma - oba su vrlo eksperimentalna i neobična. Uspjeh je stigao kada su Cooper i Bruce, autori većine materijala, prihvatili nešto konvencionalniji način pisanja. 
Medijska pompa oko "bolesnih" nastupa grupe sve je više budila znatiželju kod javnosti, a znatiželja je polako potisnula zgražanje u drugi plan. Pored toga, treći album Alice Coopera, "Love It To Death" ponudio je mnogo konvencionalniji glazbeni izraz - većina pjesama napisana je u formi standardnog hard rocka, s čestim elementima parodije (kao npr. u pjesmu "Unfinished Sweet" s "Billion Dollar Babies" albuma ubačena je poznata melodija iz filmova o Jamesu Bondu). 
Stihovi su, međutim, ostali britki. Cooper je osvojio publiku pišući iz pozicije buntovnog, ali zbunjenog tinejdžer - teko je pjesma "I'm Eighteen" s "Love It To Death" postala prvi veliki hit grupe. Pored te, uvjetno rečeno "socijalne" tematike, Alice je obradio niz drugih tema, koje su čak i u vrijeme "flower-power" revolucije ostale netaknute, uglavnom zbog toga što su bile potpuno suprotstavljene osnovnim hippie idejama. Nekrofilija, silovanje, mentalne bolesti, religija, pohlepa... Cooper je načeo mnoge teme koje su hipiji uglavnom zaobilazili.
Nakon "Love It To Death" superuspješni albumi su se redali - "Killer", "School's Out", "Billion Dollar Babies"... 
Pored glazbe, Alice Cooper detaljno je razvijao i vizualnu prezentaciju svog rada. Koncertne nastupe bazirao je na ideji katarze - kroz svaki nastup glumio je razne zločine, da bi na kraju bio "smaknut" - najčešće na vješalima ili giljotinom. Posebno se posvetio i omotima ploča. "School's Out" ploča prodavala se u maloj školskoj klupi, omot je vjerno oponašao drveni stol s lažnim metalnim nogama, a sama ploča bila je omotana u ženske gaćice od papira. "Billion Dollar Babies" omot oponašao je golem novčanik od zmijske kože, unutar kojeg se nalazila lažna novčanica od milijun dolara.
Velik uspjeh ovih albuma osigurali su hitovi "Under My Wheels" i "Desperado" s "Killer", "School's Out" s istoimenog albuma, "Billion Dollar Babies" (duet s pop zvijezdom Donovanom), "Elected" i "No More Mr. Nice Guy" s "Billion Dollar Babies"...
Cooper je nastavio šokirati američku javnost izjavama kao što je - "Imam američke ideale: volim novac!"
Problemi Glena Buxtona s drogom, kao i samog Alicea s alkoholom, izazvali su lagan pad kvalitete na albumu "Muscle Of Love" (1973.) - pored toga, dio članova grupe smatrao je da bi trebalo ostaviti po strani teatralne nastupe, dok su drugi smatrali da teatralnost treba dodatno naglasiti. Neslaganja su rezultirala potpunim rasulom - četvorica preostalih članova napustila su Coopera. Često se ističe da ih je on sam potjerao, što je pogrešno.
Nedugo prije raspada, objavljen je i "Greatest Hits". Računajući i taj album, grupa je u približno šest godina postojanja prodala oko 12 milijuna ploča.
U intervjuima koji su uslijedili, Cooper je uporno ponavljao: "Alice je samo uloga koju glumim. Izvan pozornice, ja sam samo normalan momak." - time je praktički dobio veći publicitet nego dok je masakrirao lutke i "umirao" na vješalima. Javnost nije mogla pratiti ritam njegovih neočekivanih zaokreta, i upravo zbog toga postajao je sve interesantniji. Njegov idući korak bio je pojavljivanje u spomenutom The Hollywood Squares kvizu.
Nakon iskustva s televizijom, Alice je pokrenuo golem projekt nazvan "Welcome To My Nightmare". Pored studijskog albuma, prvog kojega je snimio nakon raspada originalne postave poznate i kao Alice Cooper Group, "Welcome To My Nightmare" projekt sastojao se i od turneje koja je objedinila Cooperov hard rock, umjetnost plesa, kazališne elemente, kao i filmske projekcije.
Budući da je "Welcome To My Nightmare" predstavljao prvi solistički album Alicea Coopera u pravom smislu te riječi, za njega je bilo iznimno bitno da se nadoveže na prethodne uspjehe, u umjetničkom, ali i komercijalnom smislu. Komercijalno, to mu je pošlo za rukom prije svega zahvaljujući ambicioznoj i inovativnoj turneji, a i singl "Only Woman Bleed" postao je klasik. S umjetničke strane, međutim, sam album ostao je pomalo u sjeni izvrsnih koncertnih nastupa. Iako vrlo dobar, "Welcome To My Nightmare" ipak nije ponudio ništa što Alice Cooper već nije pokazao, a i spomenuti hit, "Only Woman Bleed", objektivno govoreći, predstavlja "safe shot", odnosno pjesmu komponiranu s namjerom da se svidi, da odgovara radijskim zahtjevima - nešto kasnije, tu je pjesmu obradila i Tina Turner, što dokazuje da nikako nije riječ o provokativnom, sirovom Cooperu iz ranijih godina.
Uslijedilo je nekoliko albuma sličnog formata - "Alice Cooper Goes To Hell" i "Lace & Whiskey" nikoga neće razočarati, ali neće niti šokirati. Pored toga, najezda disco trenda s jedne, odnosno punka s druge strane, navela je Alicea da snimi nekoliko komercijalnijih singlova čiji je cilj bio održati popularnost i publiku, kao i stvoriti nove fanove, čiji je ukus bio usmjeren prvenstveno prema pop rocku - "You And Me" (s "Alice Cooper Goes To Hell") postao je jedan od najslušanijih Cooperovih hitova, iako objektivno nema veće umjetničke vrijednosti, a "I Never Cry" (s "Lace & Whiskey") dosegao je milijunsku nakladu - komercijalan uspjeh, međutim, ne mijenja činjenicu da su oba singla tek lagane pop balade.
Potpuno uništen od alkohola - navodno je pio dvije boce whiskeya dnevno - krajem sedamdesetih Alice Cooper završio je na odvikavanju od alkohola. Pored liječenja, Alice je to iskustvo upotrijebio kao temelj za svoj novi konceptualan album - "From The Inside". Svaka pjesma na ovoj ploči opis je jedne od osoba koje je upoznao na liječenju. Općenito se smatra da je ovaj album jedan od najintimnijih koje je ikada snimio. 
Osamdesete su donijele Alicea Coopera bez make-upa, željnog obračuna s disco trendovima, no rezultat toga bili su pomalo apstraktni albumi bez čvrstog glazbenog opredjeljenja - "Flush The Fashion" i "Special Forces". Uslijedio je "DaDa", često opisivan kao "glazbeni nadrealizam" - tu su kritičari podijeljeni, neki smatraju da je "DaDa" konačni dokaz propasti Alice Coopera u ranim osamdesetima, drugi smatraju da je taj album možda i najzrelije što je do tada snimio. Za ova tri albuma se ipak definitivno može reći da su nepredvidljivi i interesantni.
Sredinom osamdesetih Alice je ponovo potonuo u duboku ovisnost o alkoholu i vratio se liječenju. Kada je definitivno, za sva vremena, odbacio piće, vratio se hard rocku, šminki i pompoznim turnejama. S gitaristom Kaneom Robertsom napisao je i snimio "Constrictor" album koji se danas smatra kultnim klasikom, vjerojatno samo zbog činjenice da označava Cooperov povratak hard rocku. Album glazbeno nije pretjerano interesantan, ali singlovi "Teenage Frankenstein" i "He's Back (Man Behind The Mask)" vratili su Coopera u centar zbivanja i predstavili ga novim naraštajima MTV publike. Pjesma "He's Back" snimljena je za soundtrack šestog dijela "Petka Trinaestog", ali se pojavila i na "Constrictoru". Uslijedio je "Raise Your Fist And Yell" - još jedan pomalo monoton hard rock album.
Budući da se povratak ipak nije pokazao uspješnim koliko se očekivalo, Alice je pozvao poznatog autora uspješnica Desmonda Childa pomoći mu oko sljedećeg studijskog projekta. I Child je obavio posao u svom stilu. Odlično poznavanje glazbenih trendova i ukusa publike omogućilo mu je da usmjeri Coopera prema najvećim uspjesima karijere. Album "Trash" (1989.) ne treba posebno predstavljati, kao niti mega-hit singl "Poison". Pored Desmonda Childa, Alice je pozvao niz superzvijezda da sudjeluju na albumu. Članovi grupa Aerosmith i Bon Jovi, kao i niz drugih poznatih glazbenika doprinijeli su da "Trash" postane najprodavaniji Cooperov album u karijeri. Usprkos neupitnoj kvaliteti materijala, Alice je ovdje definitivno uskočio u vlak popularnog hard'n'heavy vala. "Trash" je prije svega zanatski hit album, daleko od inventivnog, ciničnog duha svojih prethodnika. Novootkrivena formula za stvaranje hitova izrodila je slične, super-kvalitetne ali i super-neutralne albume - "Hey Stoopid" i "The Last Temptation". Popis renomiranih Cooperovih studijskih gostiju proširio se na imena kao što su Ozzy, Slash, Joe Satriani, Steve Vai, Chris Cornell, Mötley Crue itd, a proširio se i popis mega-hitova: "Feed My Frankenstein", "Love's A Loaded Gun", "Lost In America", i "Stolen Prayer" samo su neki od MTV-jevskih klasika iz tog razdoblja. 
Nakon izvrsnog koncertnog albuma "A Fistful Of Alice", Cooper je s Robom Zombijem snimio pjesmu za X-Files soundtrack, "Hands Of Death (Burn Baby Burn)" koja je nominirana za Grammyija. Krajem devedesetih, objavljen je i CD-box "The Life And Crimes Of Alice Cooper", na kome se nalaze mnoge rijetke i demonstracijske snimke. CD-box je popratila svjetska turneja, a s početkom novog milenija, Alice se vratio u studio i u kratkom razmaku snimio dva izvrsna albuma - "Brutal Planet" i "Dragontown". To su nedvojbeno najžešći njegovi radovi, a predstavljaju i povratak "opakom", ciničnom izrazu. Na "Dragontown" albumu može se naći sve klasične elemente Alice Coopera - ironični i direktni stihovi ("I hate opera/ I hate Oprah"), duhovite parodije (pjesma "Disgraceland" govori o tamnoj strani Elvisa Presleyja, uz izvrsno Cooperovo oponašanje Elvisovog glasa, dok je "Much Too Late" parodija Britpop pokreta), a tu su, jasno, i žestoke, mračne pjesme, ovoga puta i s elementima industrial metala, što je novitet za diskografiju Alice Coopera. Ukratko, Alice Cooper Show ponovo je u punom pogonu, a moderno društvo morat će pretrpjeti još poneki njegov nizak udarac.
"Ti si jedini cenzor. Ako ti se ne sviđa ono što govorim, imaš izbor. Isključi me."
Ovim tekstom započinje posljednja pjesma na drugom albumu Alice Coopera, "Easy Action". Desetak godina kasnije, Alice Cooper ostvario je svoju najluđu zamisao - pojavio se u nekoliko epizoda prestižne američke kviz emisije The Hollywood Squares; u tom trenutku javnost više nije imala izbor, Coopera se više nije moglo "isključiti" - iako mnogi smatraju da je sudjelovanjem na obiteljskom televizijskom programu Alice prostituirao svoj ugled, istina je drugačija: Alice Cooper postao je nešto više od koncertne atrakcije rezervirane za ljubitelje njegove muzike - uspio je preplaviti medije sa svih strana, i svoj ironičan show premjestio je s metal stage-a na mnogo širu pozornicu: svijet. Razni novinski članci to potvrđuju: sredinom i krajem sedamdesetih Alice više nije interesantan samo kao freak koji kida glave lutkama i liže zmije. Alice je medijima postao interesantan i jer igra golf s Bobom Hopeom, zanimljivo im je što ga je Salvador Dalí obožavao, žele znati što misli o politici, što misli o seksu, koje pivo pije... Ukratko, zanima ih sve. Fenomen Alice Coopera zato ne treba promatrati samo kao fenomen rock ikone, jer je njegovo životno djelo u stvari mnogo opsežnije - prvi je među muzičarima shvatio da naša civilizacija funkcionira tako što "upija" sve suprotnosti i ekstravagancije u sebe, odnosno tako što je sve u stanju prodati kao proizvod koji je potom čini bogatijom i jačom. Raspolažući tim saznanjem, uspio je pretvoriti čitav taj mehanizam u sastavni dio vlastite "predstave" - na bizaran način, Alice Cooper postupio je s medijima onako kako oni obično postupaju s glazbenicima. 

## Diskografija
- 1969. Pretties For You
- 1970. Easy Action
- 1971. Love It To Death
- 1971. Killer
- 1972. Schools Out
- 1973. Billion Dollar Babies
- 1973. Muscle Of Love
- 1975. Welcome To My Nightmare
- 1976. Goes To Hell
- 1977. Lace And Whiskey
- 1977. The Alice Cooper Show (uživo)
- 1978. From The Inside
- 1980. Flush The Fashion
- 1981. Special Forces
- 1981. Zipper Catches Skin
- 1983. Dada
- 1986. Constrictor
- 1987. Raise Your Fist And Yell
- 1989. Trash
- 1991. Hey Stoopid
- 1994. The Last Temptation
- 1997. A Fistful Of Alice (uživo)
- 1999. Life And Crimes Of Alice Cooper (box set)
- 2000. Brutal Planet
- 2001. Dragontown
- 2003. The Eyes Of Alice Cooper
- 2005. Dirty Diamonds
- 2008. Along Came A Spider
- 2011. Welcome 2 My Nightmare
- 2017. Paranormal
- 2021. Detroit Stories
- 2023. Road

## Vanjske poveznice
- Službena stranica (na engleskom)